# Fumaria coccinea
Fumaria coccinea là một loài thực vật có hoa trong họ Anh túc. Loài này được R.T.Lowe ex Pugsley mô tả khoa học đầu tiên năm 1919.